# Parapostenus
Parapostenus hewitti es una especie de araña araneomorfa de la familia Miturgidae. Es el único miembro del género monotípico Parapostenus. Es originaria de Sudáfrica.